# بسام أمين السايح
بسام أمين محمد السايح (1973-2019) مقاوم فلسطيني ولد في مدينة نابلس وأتم تعليمه فيها، حصل على درجة البكالوريوس في الصحافة والعلوم السياسية من جامعة النجاح عام 1988، ودرجة الماجيستير في التخطيط والتنمية السياسية من الجامعة ذاتها عام 2003. حاصل أيضاً على دبلوم في ادارة الاعمال. عمل مديراً مالياً في صحيفة فلسطين في الضفة الغربية، و أدار ايضاً مطبعة في مدينة نابلس اسمها المطبعة العصرية. 

## حياته السياسية
نشط السايح في الفعاليات الوطنية والإجتماعية إذ إنه انتمى في فترة دراسته إلى الكتلة الإسلامية في جامعة النجاح وعمل في المجال النقابي، انتمى لاحقاً لكتائب الشهيد عز الدين القسام الجناح العسكري لحركة حماس، وشارك في تخطيط وتنفيذ عملية "ايتمار" قرب بلدة عورتا في محافظة نابلس عام 2015 .بدأت معانات بسام مع الإعتقالات عام 1996، ثم توالت الإعتقالات حتى اعتقلته قوات الإحتلال في الثامن من تشرين أول عام 2015 عقب ذهابه لحضور جلسة محاكمة لزوجته التي كانت معتقلة لدى الإحتلال، حيث طالبت النيابة بالحكم عليه بمؤبدين و30 عاما. اكتشفت إصابته بسرطان في العظم عام 2011، ارتقى شهيداً في مستشفى صرفند "اساف هيروفيه" في الثامن من أيلول عام 2019، إثر سياسة الاهمال الطبي التي يتعمدها الاحتلال داخل المعتقلات ولا زال الإحتلال يحتجز جثمانه الى اليوم.